# 貸川聡子
貸川 聡子（かしかわ さとこ）は、共同テレビジョン（共テレ）所属のテレビドラマプロデューサー。

## プロデュース作品
- 実録・小野田少尉遅すぎた帰還（2005年）
- 1リットルの涙（2005年）
- 乙女のパンチ（2008年）
- ジュテーム〜わたしはけもの（2008年）
- 血液型別 オンナが結婚する方法♪（2009年）
- 恋して悪魔〜ヴァンパイア☆ボーイ〜（2009年）
- CONTROL〜犯罪心理捜査〜（2011年）
- 絶対零度 〜特殊犯罪潜入捜査〜（2011年）
- 早海さんと呼ばれる日（2012年）
- ビューティフルレイン（2012年）
- 鍵のない夢を見る（2013年）
- 福家警部補の挨拶（2014年）
- 無痛〜診える眼〜（2015年）[2]
- 警視庁いきもの係（2017年）[3]
- 黒井戸殺し（2018年）
- Jimmy（2018年）
- 大誘拐2018（2018年）
- スキャンダル専門弁護士 QUEEN（2019年）
- 知ってるワイフ（2021年）
- 推しの王子様（2021年）
- 忍者に結婚は難しい（2023年）
- A2Z（2023年） - アソシエイトプロデューサー
- 問題物件（2025年）
- 復讐カレシ〜溺愛社長の顔にはウラがある〜（2025年）

## 関連人物
- 中山和記
- 小椋久雄
- 橋本芙美
- 村上正典

| スタブアイコン | サブスタブ | この項目は、まだ閲覧者の調べものの参照としては役立たない、人物に関連した書きかけの項目です。この項目を加筆・訂正などしてくださる協力者を求めています（P:人物伝/PJ:人物伝）。 |